# Джаханбани, Аманулла-мирза
Аманулла-мирза Джаханбани (перс.  امان‌الله میرزا  جهانبانی‎ Amanullah Jahanbani; 1890 — 1 февраля 1974) — министр обороны Ирана (9 марта — 9 августа 1942).

## Биография
Из династии Каджаров: праправнук Фетх-Али-шаха. Аманулла-мирза родился 5 октября 1890 года в семье принца Амануллы-мирзы в Тегеране (Персия). Окончил Михайловскую артиллерийскую академию (1907); учился в École supérieure de guerre (Париж). По возвращении в Персию в 1913 году был назначен лейтенантом в гвардию шаха. В 1916 году повышен до капитана гвардии. В 1918 году был произведён в майоры. Был назначен помощником командира Персидской его величества шаха казачьей дивизией.
10 апреля 1921 года был произведён в полковники, а 6 декабря, после роспуска Казачьей дивизии Реза Шахом, Джаханбани был назначен командующим штабом жандармерии.
В январе 1922 года Джаханбани был назначен заместителем командира корпуса. В августе 1922 года он был произведён в генерал-майора и назначен командиром корпуса в Азербайджанском эйалете. С 1922 по 1926 год — начальник Мешхедской казачьей бригады. С 1925 года Джаханбани возглавлял военную академию.
В 1926 году повышен в генерал-лейтенанта за отличие. В 1928 году Джаханбани командовал армией при подавлении сопротивления в Белуджистане. В 1932—1933 — генерал-инспектор армии. С 1933 года чередовал должности генерала для поручений при Главном управлении военно-учебных заведений, исполнял обязанность главного начальника военно-учебных заведений Ирана.
В 1935 году был арестован Особым отделом полиции по подозрению в участии в антишахской офицерской организации и брошен в тюрьму Каср. Вышел на свободу в 1941 году. С августа 1941 по март 1942 занимал должность главы МВД. . В 1941—1942 годы был министром почт и телеграфа. С 9 марта 1942 до 9 августа 1942 года — министр обороны Ирана.
После вынужденного отречения Реза Шаха в 1941 году во время Второй мировой войны Аманулла Джаханбани был назначен в Сенат при Мохаммеде Реза  Пехлеви, где служил пять сроков подряд, занимая ряд видных постов в администрации шаха.

## Личная жизнь и смерть
Джаханбани был женат дважды. Всего у него было девять детей, четверо из которых родились от второго брака с Хелен Касмински: Надер, Парвиз, Хосров и Мехр Монир. Надер Джаханбани стал заместителем командующего имперскими военно-воздушными силами, Парвиз был офицером имперских военно-морских сил, а Хосров стал вторым мужем принцессы Шахназ Пехлеви. Аманулла Джаханбани приходится тестем капитана Насроллы Аманпура и дядей журналистки CNN Кристианы Аманпур.
Аманулла  Джаханбани умер в 1974 году в возрасте 83 лет.
Он написал автобиографию под названием «Иранский солдат: Значение воды и земли», которая была опубликована в 2001 году при содействии его сына Парвиза Джаханбани.